# Березетня
Березетня (бел. Беразетня) — деревня в Мстиславском районе Могилёвской области Белоруссии. Входит в состав Подсолтовского сельсовета.

## География
Деревня находится в северо-восточной части Могилёвской области, в пределах Оршанско-Могилёвской равнины, на правом берегу реки Лядни, на расстоянии примерно 31 километра (по прямой) к северо-западу от Мстиславля, административного центра района. Абсолютная высота — 198 метров над уровнем моря.

## История
В конце XVIII века деревня входила в состав Мстиславского воеводства Великого княжества Литовского.
Согласно «Списку населенных мест Могилёвской губернии» 1910 года издания населённый пункт входил в состав Рубановского сельского общества Шамовской волости Мстиславского уезда Могилёвской губернии. Имелось 37 дворов и проживало 232 человека (130 мужчин и 102 женщины).
До 2013 года Березетня входило в состав ныне упразднённого Раздельского сельсовета.

## Население
По данным переписи 2009 года, в деревне проживало 18 человек.